# Eddie Martin
Eddie Martin, de son vrai nom Eduardo Vittoria Martino, est un boxeur américain né le 26 février 1903 à Brooklyn, New York, et mort le 27 août 1966.

## Carrière
Passé professionnel en 1921, il devient champion du monde des poids coqs le 19 décembre 1924 en battant aux points Abe Goldstein. Martin conserve son titre contre Willie Spencer puis est battu par Charley Phil Rosenberg le 20 mars 1925. Il met un terme à sa carrière en 1932 sur un bilan de 82 victoires, 14 défaites et 4 matchs nuls.